# Schoepfia velutina
Schoepfia velutina är en tvåhjärtbladig växtart som beskrevs av Noel Yvri Sandwith. Schoepfia velutina ingår i släktet Schoepfia och familjen Schoepfiaceae. Inga underarter finns listade i Catalogue of Life.